# Portella Blanca d'Andorra
La portella Blanca d'Andorra (appellation catalane qui concerne les trois territoires) est un col de la chaîne pyrénéenne entre 2 515 et 2 521 m d'altitude matérialisant un tripoint entre trois pays : l'Andorre, l'Espagne et la France. Aucune route ni piste n'y mène, mais il est traversé par deux sentiers de grande randonnée.

## Toponymie
La Portella Blanca d'Andorra est un nom catalan, la langue traditionnelle de la région, que ce soit en Andorre, en Catalogne ou dans les Pyrénées-Orientales.
Comme la plupart des lieux des Pyrénées-Orientales, son nom est francisé, en  « Porteille Blanche d'Andorre » sur la carte d'État major au XIXe siècle et en « La Porteille Blanche » sur la carte IGN de 1950. À partir des années 1980, l'IGN revient aux noms originaux en catalan. Les dernières cartes françaises mentionnent Portella Blanca d'Andorra.
Le mot latin portus, qui signifie « passage », a donné le mot « port » qui désigne, dans les Pyrénées, un col ou autre passage montagneux, que ce soit en gascon ou en catalan. Une portella est une petite porte. Blanca signifie « blanche » en catalan. À 2,5 km au sud-est se trouve une autre Portella Blanca : la Portella Blanca de Meranges.

## Géographie
Situé entre les cimes frontalières du pic Negre d'Envalira (2 825 m) au nord et le pic de Camp de Colomer (2 869 m) au sud, le col permet de joindre la vallée de la ribera de Campcardós (commune de Porta) à l'est et le cirque des Pessons, le hameau de Grau Roig (accès à la station de Grandvalira) ou encore l'estany de l'Illa (paroisse d'Encamp) à l'ouest. C'est par une pointe nord de la commune de Lles de Cerdanya de la comarque de Basse-Cerdagne (province de Lérida) que l'Espagne rejoint le tripoint.
L'autre tripoint définissant la frontière entre Andorre, Espagne et France est le pic de Médécourbe.

## Activités

### Protection environnementale
Sur le flanc est, l'ensemble de la vallée de la ribera de Campcardós constitue une zone naturelle d'intérêt écologique, faunistique et floristique de type 1.

### Randonnée
Le col est traversé par le sentier de grande randonnée 7 venu du ballon d'Alsace suivant le ligne de partage des eaux entre Atlantique et Méditerranée et par le sentier de grande randonnée 107 (suivant le médiéval Chemin des Bonshommes) reliant les villes de Foix (Ariège) et Berga (Catalogne).